# Dominique Hériard Dubreuil
Pour les articles homonymes, voir Dubreuil.
Dominique Hériard Dubreuil, née le 6 juillet 1946 dans le 17e arrondissement de Paris, est une femme d'affaires française.
En 2023, la fortune de sa famille est estimée à 4,3 milliards d'euros par le magazine Challenges.

## Famille
Épouse Jacquet, elle est la fille d'André Hériard Dubreuil, président-directeur général de Rémy Martin de 1965 à 1982.
Elle est la sœur de François, Michel et Marc.

## Biographie

### Études et débuts
Diplômée de la faculté de droit d'Assas. Elle commence sa carrière chez Havas en tant qu’attachée de presse. Elle travaille ensuite chez Ogilvy & Mather, Hill & Knowlton et Mc Cann Erickson. En 1978, Dominique Hériard Dubreuil crée sa propre agence de relations publiques baptisée Infoplan,. 

### Carrière
En 1988, Dominique Hériard Dubreuil rejoint l'entreprise familiale Rémy Martin en tant que directrice générale. Elle en prend la présidence en 1998, et est présidente du directoire du groupe de 2001 à 2013, date à laquelle elle cède son poste à son frère, François Hériard Dubreuil.

## Autres fonctions
- 1994-1998 : Présidente du Comité Colbert[4]
- Administratrice de la fédération des exportateurs de vins & spiritueux[1]
- Administratrice de l'Union des fabricants[1]
- Administratrice de Vinexpo Americas[1]
- Administratrice de Baccarat
- Administratrice de Wendel[6]
- Administratrice de Stora Enso[1].
- Vice-présidente du conseil de surveillance de Vivendi et présidente de son comité des nominations[7].
- Administratrice de l'Institut national de la recherche agronomique[8]

## Distinctions
- Grand officier de la Légion d'honneur (décret du 15 janvier 2025). Commandeur en 2009[9] et officier en 2001.
- 2008 : 42e femme chef d'entreprise la plus influente du monde selon le magazine Fortune[10],[11].